# Mount Cartledge
Der Mount Cartledge ist ein Berg im ostantarktischen Mac-Robertson-Land. In der Athos Range der Prince Charles Mountains ragt er unmittelbar östlich des Mount Albion auf.
Luftaufnahmen, die 1965 im Rahmen der Australian National Antarctic Research Expeditions entstanden, dienten seiner Kartierung. Das Antarctic Names Committee of Australia (ANCA) benannte ihn nach William John Cartledge (1920–1990), Zimmerer auf der Mawson-Station im Jahr 1966.